# NGC 2363
NGC 2363是位于鹿豹座的不规则星系NGC 2366中的恒星形成区。